# Clematomyces indicus
Clematomyces indicus är en svampart som beskrevs av Thaxt. 1892. Clematomyces indicus ingår i släktet Clematomyces och familjen Laboulbeniaceae.   Inga underarter finns listade i Catalogue of Life.